# Lampropholis similis
Lampropholis similis — вид сцинкоподібних ящірок родини сцинкових (Scincidae). Ендемік Австралії.

## Поширення і екологія
Lampropholis similis мешкають в околицях міста Таунсвілл в штаті Квінсленд. Вони живуть в тропічних лісах.